# Martinsville, Virginia
Martinsville, Virginia là một thành phố thuộc quận, tiểu bang Virginia, Hoa Kỳ. Thành phố có diện tích km², dân số thời điểm năm 2000 theo điều tra của Cục điều tra dân số Hoa Kỳ là 15.416 người2.

## Thông tin nhân khẩu
Theo điều tra dân số 2 năm 2000, đã có 15.416 người, 6.498 hộ gia đình, và 4.022 gia đình sống trong thành phố. Mật độ dân số là 1,407.1 người trên một dặm vuông (543.1/km ²). Có 7.249 đơn vị nhà ở mật độ trung bình của 661.7/sq mi (255.4/km ²). Cơ cấu điểm chủng tộc của thành phố là 55,38% người da trắng, 42,55% người Mỹ gốc Phi, 0,10% người Mỹ bản xứ, 0,47% ở châu Á, 0,69% từ các chủng tộc khác, và 0,81% từ hai hoặc nhiều chủng tộc. Gốc Tây Ban Nha hay châu Mỹ La Tinh của một chủng tộc nào được 2,32% dân số.
Có 6.498 hộ, trong đó 26,3% có trẻ em dưới 18 tuổi sống chung với họ, 39,0% là đôi vợ chồng sống với nhau, 19,1% có nữ hộ và không có chồng, và 38,1% gia đình được không. 34,2% của tất cả các hộ gia đình đã được tạo ra từ các cá nhân và 15,4% có người sống một mình 65 tuổi hoặc lớn tuổi hơn là người. Cỡ hộ trung bình là 2,27 và cỡ gia đình trung bình là 2,89.
Sự phân bố tuổi là 22,6% ở độ tuổi dưới 18, 7,0% 18-24, 26,7% 25-44, 23,2% từ 45 đến 64, và 20,6% từ 65 tuổi trở lên người. Độ tuổi trung bình là 41 năm. Đối với mỗi 100 nữ có 82,4 nam giới. Đối với mỗi 100 nữ 18 tuổi trở lên, có 78,4 nam giới.
Thu nhập trung bình cho một hộ gia đình trong thành phố là $ 27.441, và thu nhập trung bình cho một gia đình là $ 35.321. Phái nam có thu nhập trung bình $ 28.530 so với 21.367 $ cho phái nữ. Thu nhập bình quân đầu người của thành phố là 17.251 $. Giới 14,0% gia đình và 19,2% dân số sống dưới mức nghèo khổ, bao gồm 25,6% của những người dưới 18 tuổi và tăng 16,9% của những người 65 tuổi hoặc hơn. Tính đến tháng 8 năm 2010, tỷ lệ thất nghiệp của thành phố đứng ở mức 20 phần trăm 